# Ioannis Frangoudis
Ioannis Frangoudis (Grego: Ιωάννης Φραγκούδης) (Zacinto, 1863 - Nova Iorque, 19 de outubro de 1916) foi um oficial militar grego que alcançou o posto de coronel. Ele também competiu nos Jogos Olímpicos de Verão de 1896 em Atenas como um atirador.
Frangoudis é o único atleta grego que ganhou uma medalha de ouro, prata e bronze em uma única Olimpíada.

## Morte
Frangoudis morreu eletrocutado em 19 de outubro de 1916, enquanto visitava a cidade de Nova York para uma missão de suprimento de munição do exército grego.